# Setu Wetan
Setu Wetan is een bestuurslaag in het regentschap Cirebon van de provincie West-Java, Indonesië. Setu Wetan telt 6516 inwoners (volkstelling 2010).